# ملدورف
مِلدورف (به آلمانی: Meldorf) (Holsatian: Meldörp or Möldörp) یک شهر در غرب ایالت شلسویگ-هولشتاین در آلمان است که در ناحیهٔ دیمارشن قرار دارد.